# Massanzago
Massanzago (Masansàgo in veneto) è un comune italiano di 6 067 abitanti della provincia di Padova in Veneto.

## Geografia fisica
Massanzago si colloca nella parte nordorientale della provincia di Padova, al confine con la provincia di Venezia. L'area è totalmente pianeggiante, con altitudini comprese tra i 14 (estremità sud del territorio) e i 20 m s.l.m. (fascia a nord, lungo il confine con Trebaseleghe). Il capoluogo comunale e le frazioni Sandono e Zeminiana sorgono rispettivamente a 18, 17 e 16 m.
Il corso d'acqua di maggior rilievo è il fiume Muson Vecchio, che attraversa il territorio in direzione nordovest-sudest. Antico confine tra le centuriazioni di Padova e Altino, è interessante notare come tutt'oggi strade, campi e fossati presentino un orientamento differente a nord e a sud del suo corso. Da citare anche il fiume Marzenego e il suo affluente scolo Fossalta, che segnano per un breve tratto il confine con Trebaseleghe, e lo scolo Parauro, che definisce il confine con Noale.

## Storia
I reperti risalenti alla storia più antica di Massanzago scarseggiano, ma certamente conobbe vicende comuni a quelle del territorio circostante. La zona fu inizialmente abitata dai Veneti, i quali vennero assoggettati ai Romani verso il II secolo a.C.
Risale forse all'epoca augustea la definizione delle centuriazioni di Altino e Padova, i cui confini erano segnati dal corso del Muson (oggi Muson Vecchio). Le tracce di questa organizzazione sono tuttora assai evidenti e va citata particolarmente l'attuale via Cornara che collegava i due territori mediante un guado sul fiume. Era parte di un percorso che si staccava dalla via Annia all'altezza di Perarolo di Vigonza e raggiungeva il Piave nei pressi di Cornuda. Dello stesso periodo è il toponimo, derivante dal nome di un proprietario terriero, tale Massenzio.
Di origini paleocristiane sarebbe la chiesa di sant'Alessandro martire (la vecchia parrocchiale), il cui patrono farebbe pensare a uno stanziamento di soldati o alla presenza di veterani.
La prima citazione del toponimo risale però al 29 aprile 1085, data riportata nel documento con cui alcuni proprietari donarono diverse massaritias della zona al monastero di Sant'Eufemia di Villanova (l'attuale Abbazia Pisani). Nel basso medioevo si consolidò l'autorità del vescovo di Treviso e Massanzago, dipendente dalla pieve di Rustega, ne divenne un feudo che garantiva ai titolari il diritto di riscossione delle decime. Il primo ad esserne investito fu Semenzin quondam Adalgentino Semenza nel 1270 e venne abolito solo nel 1865, su iniziativa del vescovo Federico Maria Zinelli.
Dal punto di vista politico, invece, Massanzago e le sue frazioni erano sottoposte all'autorità del Comune di Padova e vi rimasero sino alla conquista della Serenissima nel 1405. Ne seguirono le sorti attraverso le vicende ezzeliniane e carraresi e sotto l'influenza della famiglia da Camposampiero.
Con l'occupazione veneziana l'organizzazione amministrativa della terraferma fu riformata: Massanzago fu assegnata alla podesteria di Camposampiero, mentre Sandono e Zeminiana vennero sottoposti a quella di Padova. A parte la parentesi della guerra della Lega di Cambrai, fu questo un periodo di pace e di relativo benessere che vide lo sviluppo dell'agricoltura - monopolizzata dalle famiglie lagunari - e la risistemazione idraulica dei corsi d'acqua.
Alla caduta della Serenissima seguì il turbolento periodo napoleonico. Nel 1807 venne istituito il dipartimento del Brenta e Massanzago divenne comune, inquadrato nel distretto di Camposampiero. Seguì poi il periodo Austriaco e infine l'annessione al Regno d'Italia nel 1866.
L'11 ottobre 1944 tra Zeminiana e Briana di Noale ci fu un importante combattimento tra Guardia Nazionale Repubblicana e partigiani guidati anche da Bruno Eugenio Ballan.

### Simboli
Lo stemma e il gonfalone sono stati concessi con decreto del presidente della Repubblica del 12 giugno 1984.
La prima partizione ricorda il capoluogo, Ca' Baglioni, riprendendo il blasone della famiglia Baglioni (d'azzurro, alla fascia d'oro) che nel Settecento fece costruire in centro a Massanzago una residenza, ora adibita a municipio.
La stella di otto raggi ricorda la frazione di San Dono, legata fin dai tempi più antichi a Treviso, città che reca nel proprio emblema stelle d'argento in campo rosso. Nell'ultima partizione il colore verde rappresenta la colonizzazione romana avvenuta presso la frazione Zeminiana ad opera dei veterani di Augusto dopo la battaglia di Azio (31 a.C.). La croce bordata indica la dipendenza storica dal vicino centro di Camposampiero, il cui stemma è una croce rossa in campo argento. Questo simbolo ricorda inoltre l'esistenza del sistema stradale del Graticolato e la successiva sovrapposizione dell'antica pieve di Zeminiana, eretta dove si trovava uno degli incroci stradali. La fascia ondata simboleggia il fiume Muson Vecchio che segnava il confine della colonizzazione romana Cis Musonem.
Il gonfalone è un drappo di bianco.

## Monumenti e luoghi d'interesse

### Architetture religiose

#### Parrocchiale di Sant'Alessandro
La Parrocchiale di Sant'Alessandro si trova discosta dal centro, in un'area rurale a ponente dell'abitato.
È citata per la prima volta nel 1181, in un documento del capitolo della cattedrale di Treviso. Nello scritto si legge che la chiesa godeva di un proprio beneficio e che il suo sacerdote poteva fregiarsi del titolo di rettore. Fu comunque una cappella dipendente dalla pieve di Rustega sino all'erezione della parrocchia autonoma.
L'edificio attuale risale al XV Sec. e fu rimaneggiato e soprelevato 1620 su iniziativa dell'allora parroco don Bernardino Rocca. Altri interventi si ebbero nei secoli successivi: tra questi il rifacimento del pavimento in pietra di Chiampo (1845) e la ricostruzione del campanile (dal 1910).
Sin dal Settecento, tuttavia, la struttura si mostrava inadeguata ad accogliere la crescente popolazione. Con il tempo, inoltre, si aggiunse la necessità di un costoso restauro che indusse la comunità a costruire una nuova chiesa piuttosto che intervenire su quella preesistente. Nel 1956, tuttavia, ne iniziò un drastico recupero grazie all'interessamento della Soprintendenza ai Monumenti.

#### Comparrocchiale di San Pio X e di Maria Regina
Sorge in posizione centrale, di fronte a villa Baglioni.
Progettata da Fausto Scudo, fu iniziata nel 1956, con la benedizione della prima pietra da parte di mons. Egidio Negrin, e venne conclusa nel 1972, con la consacrazione di mons. Antonio Mistrorigo. Benché rappresenti oggi il principale luogo di culto di Massanzago, non è parrocchiale in quanto, secondo il diritto canonico, il titolo di una chiesa (in questo caso la parrocchiale di Sant'Alessandro) può essere trasferito a un'altra solo se la prima viene demolita o sconsacrata. Per la stessa ragione, non poté essere intitolata al patrono del paese.

### Architetture civili

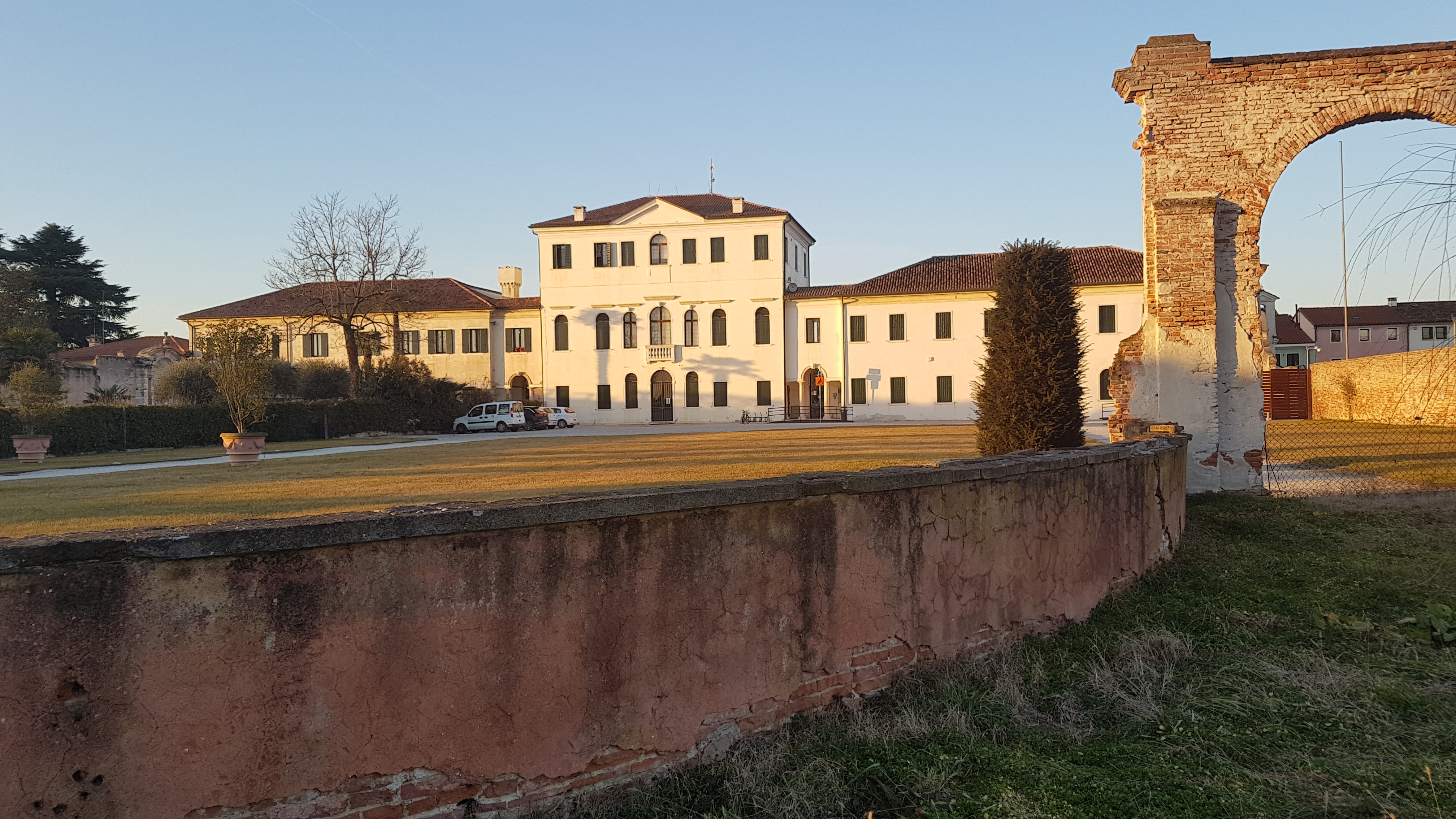
Villa Baglioni

#### Ville venete
Nel territorio comunale sono presenti 8 ville tutelate dall'Istituto Regionale Ville Venete (IRVV). Degna di menzione è la Villa Baglioni, sede del municipio. Al suo interno sono conservati i magnifici affreschi del giovane Giambattista Tiepolo (il conte Baglioni volle che gli affreschi avessero un soggetto mitologico: Fetonte reclama il carro del Sole al dio Apollo, Trionfo dell'Aurora e Caduta di Fetonte nell'Eridano), simili a quelli di Würzburg.

## Società

### Evoluzione demografica
Abitanti censiti

## Amministrazione

### Sindaci dal 1995
| Periodo        | Periodo        | Primo cittadino   | Partito         | Carica  | Note |
| -------------- | -------------- | ----------------- | --------------- | ------- | ---- |
| 23 aprile 1995 | 13 giugno 2004 | Stefano Scattolin | Lista civica    | Sindaco |      |
| 13 giugno 2004 | 7 giugno 2009  | Alfio Gallo       | Lista civica    | Sindaco |      |
| 7 giugno 2009  | 25 maggio 2014 | Francesco Olivi   | PDL - Lega Nord | Sindaco |      |
| 25 maggio 2014 | 9 giugno 2024  | Stefano Scattolin | Lista civica    | Sindaco |      |
| 9 giugno 2024  | In carica      | Sabrina Schiavon  | Lista civica    | Sindaco |      |